# 深海鰜鮃
深海鰜鮃為輻鰭魚綱鰈形目鰈亞目鮃科的其中一種，為熱帶海水魚，分布於中西太平洋爪哇海、帝汶海、Madura海海域，棲息深度99-112公尺，體長可達11公分，棲息在底層水域，以底棲生物為食，生活習性不明。